# 자명종

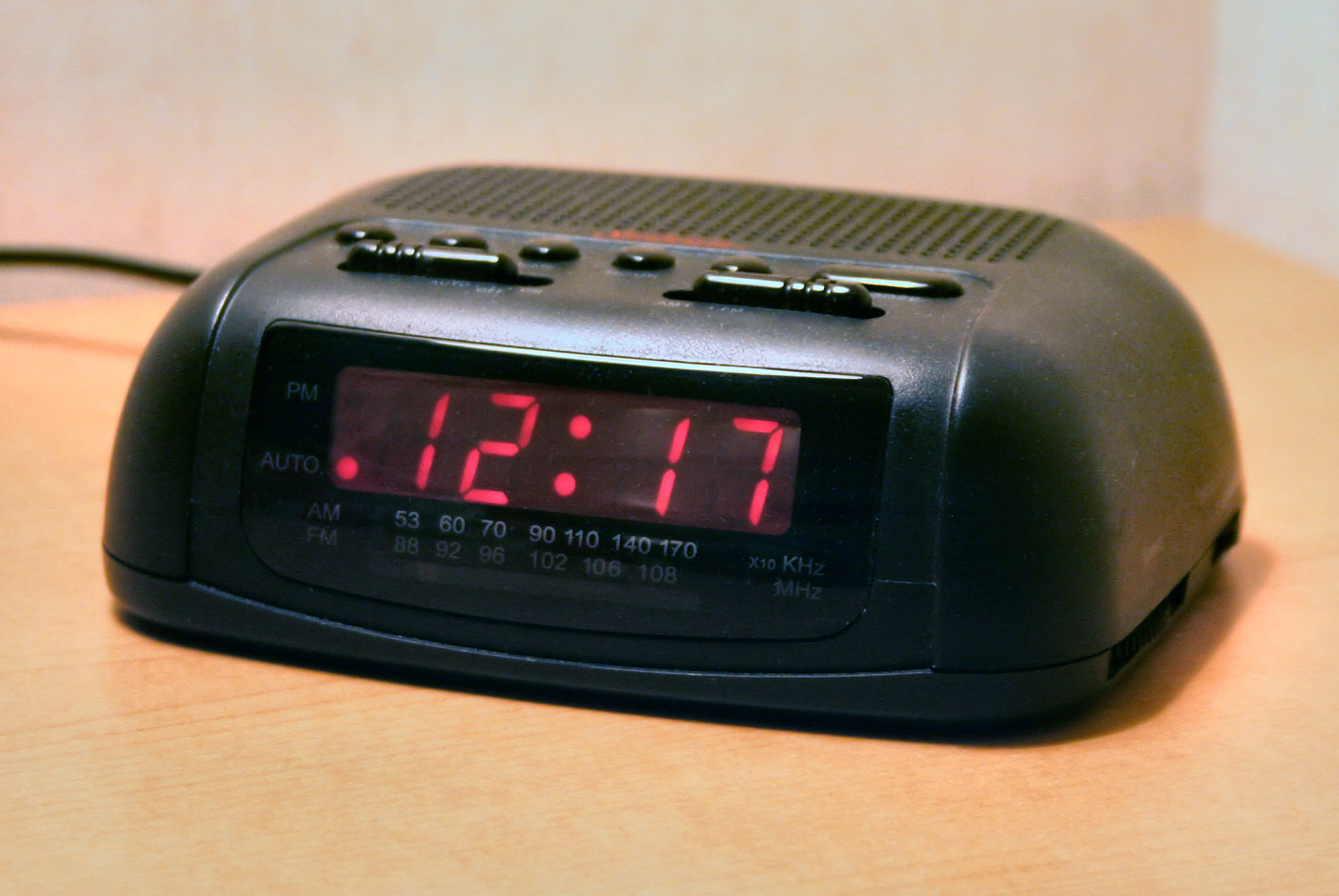
기본적인 디지털 시계 라디오의 모습.

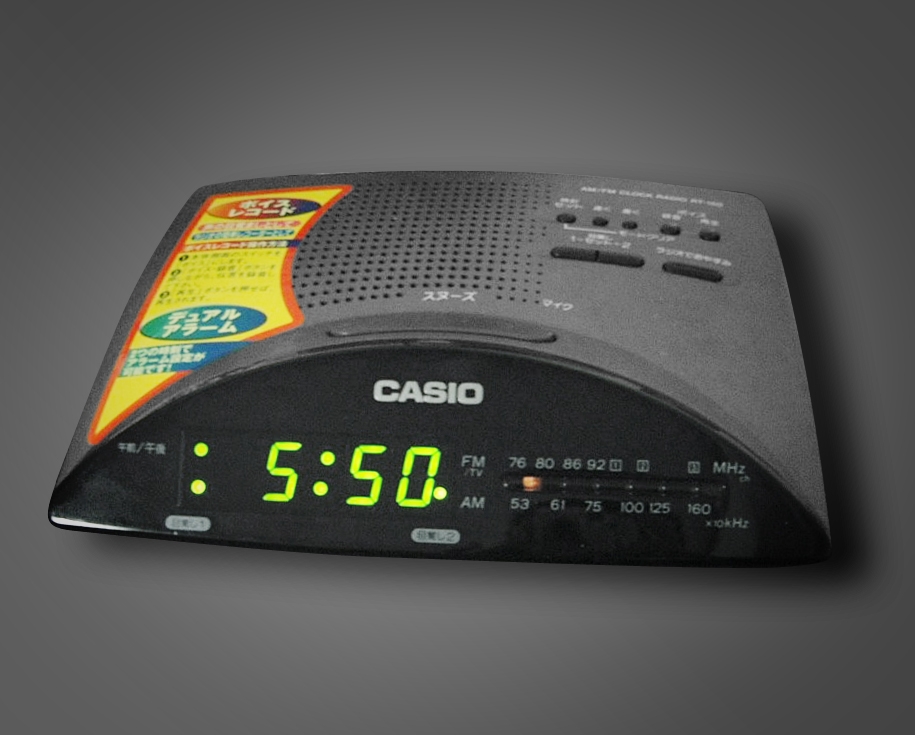
디지털 자명종의 모습.

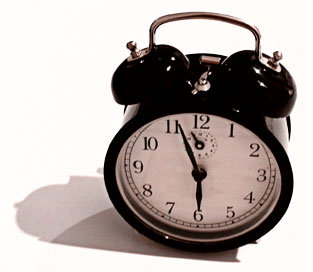
시계 바늘을 돌려서 울리게 하는 자명종의 모습.

자명종(自鳴鐘) 또는 알람 시계(영어: alarm clock)는 이용자가 지정한 날짜 및 시간에 소리가 울리도록 만든 시계이다. 자명종은 주로 사람들이 하루를 시작하기 위해 아침에 잠을 깨우는 것을 목적으로 하고 있다. 또한, 가끔은 일정 등을 알리는 데에도 쓰인다. 소리를 멈추려면, 시계 주위에 있는 단추나 손잡이를 눌러야 하며 어떠한 시계들은 가만히 놓아 둘 경우, 몇 분이 지나면 알아서 소리를 멈춘다. 전통적인 아날로그 자명종은 시간을 지정하는 특별한 시계 바늘이 있다.
전통적인 자명종은 시계 위에 두 개의 종이 달려 있지만, 디지털 자명종은 다른 소리를 낸다. 단순히 전지로 돌아가는 자명종은 잠을 깨울 수 있을 만큼의 시끄러운 소리를 내는 반면, 새로 나온 자명종의 경우 말을 하고, 웃고, 노래를 부르기도 한다. 클록 라디오(clock radio)라는 자명종은 라디오가 있어서 정해진 시간에 라디오 방송을 틀기도 한다. 시장에 새로 출시된 자명종의 경우 정해진 시간에 사용자가 듣고자 하는 다른 자명종소리를 지정할 수 있다.
기계종 스타일의 자명종의 경우, 용수철이 땡땡이를 두 개의 종 사이에서 앞뒤로 움직이게 만든다. 전자종 스타일의 알림 시계의 경우, 회로를 반복적으로 껐다 켜면서 전자 회로와 전기자로 종이 울린다.

## 역사
첫 기계적 자명종은 1787년에 미국 뉴 햄스피어의 레비 헛친스(Levi Hutchins)가 발명하였다. 이 장치는 그에게 맞춰 만들어진 것이기에, 그를 깨우고 일을 시작하게 만들기 위해 새벽 네 시에만 종이 울렸다. 프랑스의 발명가 안토니 레디어(Antoine Redier)는 1847년에 처음으로 수정이 가능한 기계적 자명종에 대한 특허를 제출하였다.

## 참조
1. ↑  “History of Clocks”. 2012년 7월 10일에 원본 문서에서 보존된 문서. 2008년 4월 1일에 확인함.

## 같이 보기
- 타이머